# Rytwiany (gemeente)
De gemeente Rytwiany is een landgemeente in het Poolse woiwodschap Święty Krzyż, in powiat Staszowski.
De zetel van de gemeente is in Rytwiany.
Op 30 juni 2004 telde de gemeente 6377 inwoners.

## Oppervlakte gegevens
In 2002 bedroeg de totale oppervlakte van gemeente Rytwiany 126,27 km², waarvan:
- agrarisch gebied: 44%
- bossen: 48%

De gemeente beslaat 13,65% van de totale oppervlakte van de powiat.

## Demografie
Stand op 30 juni 2004:
| Omschrijving                   | Totaal | Totaal | Vrouwen | Vrouwen | Mannen | Mannen |
| ------------------------------ | ------ | ------ | ------- | ------- | ------ | ------ |
| eenheid                        | aantal | %      | aantal  | %       | aantal | %      |
| inwoners                       | 6377   | 100    | 3197    | 50,1    | 3180   | 49,9   |
| bevolkingsdichtheid (inw./km²) | 50,5   | 50,5   | 25,3    | 25,3    | 25,2   | 25,2   |

In 2002 bedroeg het gemiddelde inkomen per inwoner 1333,13 zł.

## Aangrenzende gemeenten
Łubnice, Oleśnica, Osiek, Połaniec, Staszów, Tuczępy
- Virtual International Authority File: 1140149296144480670009